# Campionat de Catalunya d'atletisme - 1.500 metres llisos
Els 1.500 metres llisos és una prova del Campionat de Catalunya d'atletisme que es realitza des del 1916 en categoria masculina i des del 1969 en categoria femenina.

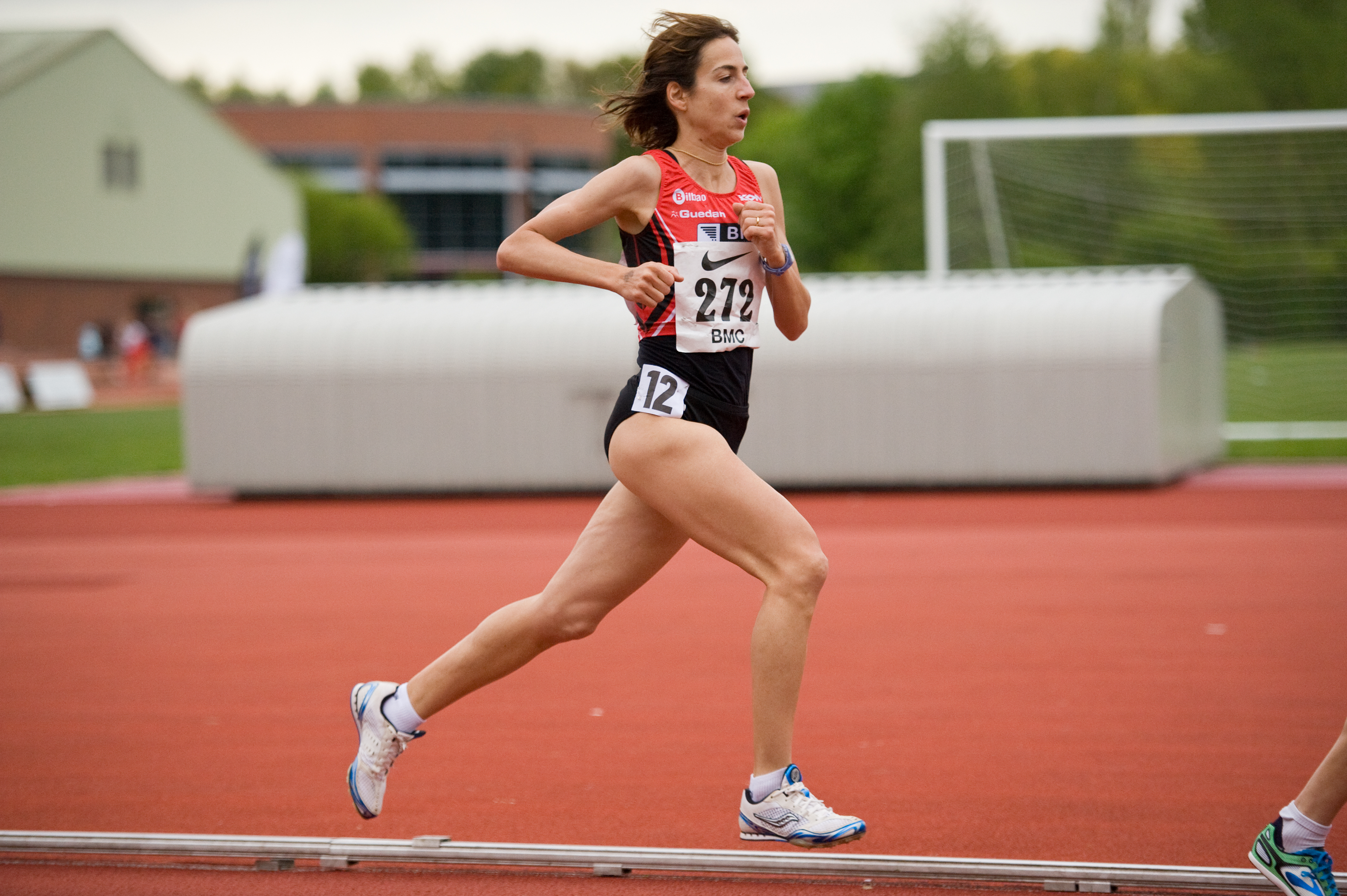
Judit Pla fou campiona de la prova l'any 2009.

El primer campió masculí fou Adrián García del Futbol Club Barcelona, mentre que la primera campiona femenina fou Carme Teresa Rogé del Club Atlètic Manresa.
Fins a l'any 2023 els atletes amb més campionats són Tomàs Barris amb 7 títols, seguit de Enric Piferrer, Gregorio Rojo i José Antonio Martínez Bayo, tots tres amb 5 campionats. En categoria femenina Rosa Maria Morató amb 8 títols, i Carme Valero amb 5, són les atletes amb més triomfs.

## Historial
| Edició   | Data | Competició masculina                          | Competició masculina                          | Competició masculina                          | Competició femenina                   | Competició femenina                   | Competició femenina                   | refs.        |
| Edició   | Data | Campió                                        | Club                                          | Temps                                         | Campiona                              | Club                                  | Temps                                 | refs.        |
| -------- | ---- | --------------------------------------------- | --------------------------------------------- | --------------------------------------------- | ------------------------------------- | ------------------------------------- | ------------------------------------- | ------------ |
| I        | 1916 | Adrián Garcia                                 | FC Barcelona                                  | 4:17.4                                        | la categoria femenina començà el 1969 | la categoria femenina començà el 1969 | la categoria femenina començà el 1969 | [ 2 ] [ 4 ]  |
| II       | 1917 | Hennik Murken                                 | CE Montornès                                  | 4:36.4                                        | la categoria femenina començà el 1969 | la categoria femenina començà el 1969 | la categoria femenina començà el 1969 | [ 2 ] [ 5 ]  |
| III      | 1918 | Rossend Calvet                                | Catalunya AC                                  | 4:29.0                                        | la categoria femenina començà el 1969 | la categoria femenina començà el 1969 | la categoria femenina començà el 1969 | [ 2 ] [ 6 ]  |
| IV       | 1919 | la prova no es va poder disputar per la pluja | la prova no es va poder disputar per la pluja | la prova no es va poder disputar per la pluja | la categoria femenina començà el 1969 | la categoria femenina començà el 1969 | la categoria femenina començà el 1969 | [ 2 ]        |
| V        | 1920 | Enrique Magallón                              | CE Europa                                     | 4:27.6                                        | la categoria femenina començà el 1969 | la categoria femenina començà el 1969 | la categoria femenina començà el 1969 | [ 2 ] [ 7 ]  |
| -        | 1921 | no es disputà per la crisi federativa         | no es disputà per la crisi federativa         | no es disputà per la crisi federativa         | la categoria femenina començà el 1969 | la categoria femenina començà el 1969 | la categoria femenina començà el 1969 | [ 2 ]        |
| -        | 1922 | no es disputà per la crisi federativa         | no es disputà per la crisi federativa         | no es disputà per la crisi federativa         | la categoria femenina començà el 1969 | la categoria femenina començà el 1969 | la categoria femenina començà el 1969 | [ 2 ]        |
| VI       | 1923 | Diodor Pons                                   | FC Barcelona                                  | 4:43.0                                        | la categoria femenina començà el 1969 | la categoria femenina començà el 1969 | la categoria femenina començà el 1969 | [ 2 ] [ 8 ]  |
| VII      | 1924 | Diodor Pons                                   | FC Barcelona                                  | 4:31.2                                        | la categoria femenina començà el 1969 | la categoria femenina començà el 1969 | la categoria femenina començà el 1969 | [ 2 ] [ 9 ]  |
| VIII     | 1925 | Miquel Palau                                  | FC Barcelona                                  | 4:13.4                                        | la categoria femenina començà el 1969 | la categoria femenina començà el 1969 | la categoria femenina començà el 1969 | [ 2 ]        |
| IX       | 1926 | Ricard Ferrando                               | AE Tagamanent                                 | 4:29.2                                        | la categoria femenina començà el 1969 | la categoria femenina començà el 1969 | la categoria femenina començà el 1969 | [ 2 ]        |
| X        | 1927 | Josep Tugas Masachs                           | FC Badalona                                   | 4:34.0                                        | la categoria femenina començà el 1969 | la categoria femenina començà el 1969 | la categoria femenina començà el 1969 | [ 2 ]        |
| XI       | 1928 | Josep Tugas Masachs                           | FC Badalona                                   | 4:33.2                                        | la categoria femenina començà el 1969 | la categoria femenina començà el 1969 | la categoria femenina començà el 1969 | [ 2 ]        |
| XII      | 1929 | Jaume Casas                                   | CG Tarragona                                  | 4:27.6                                        | la categoria femenina començà el 1969 | la categoria femenina començà el 1969 | la categoria femenina començà el 1969 | [ 2 ]        |
| XIII     | 1930 | Jaume Àngel                                   | CG Tarragona                                  | 4:14.6                                        | la categoria femenina començà el 1969 | la categoria femenina començà el 1969 | la categoria femenina començà el 1969 | [ 2 ]        |
| XIV      | 1931 | Francesc Montfort                             | FC Badalona                                   | 4:20.8                                        | la categoria femenina començà el 1969 | la categoria femenina començà el 1969 | la categoria femenina començà el 1969 | [ 2 ]        |
| XV       | 1932 | Enric Piferrer                                | FC Barcelona                                  | 4:26.7                                        | la categoria femenina començà el 1969 | la categoria femenina començà el 1969 | la categoria femenina començà el 1969 | [ 2 ]        |
| XVI      | 1933 | Jaume Àngel                                   | BUC                                           | 4:14.4                                        | la categoria femenina començà el 1969 | la categoria femenina començà el 1969 | la categoria femenina començà el 1969 | [ 2 ]        |
| XVII     | 1934 | Enric Piferrer                                | FC Barcelona                                  | 4:09.8                                        | la categoria femenina començà el 1969 | la categoria femenina començà el 1969 | la categoria femenina començà el 1969 | [ 2 ]        |
| XVIII    | 1935 | Enric Piferrer                                | FC Barcelona                                  | 4:07.9                                        | la categoria femenina començà el 1969 | la categoria femenina començà el 1969 | la categoria femenina començà el 1969 | [ 2 ]        |
| XIX      | 1936 | Enric Piferrer                                | FC Barcelona                                  | 4:11.4                                        | la categoria femenina començà el 1969 | la categoria femenina començà el 1969 | la categoria femenina començà el 1969 | [ 2 ]        |
| -        | 1937 | no es disputà per la Guerra Civil             | no es disputà per la Guerra Civil             | no es disputà per la Guerra Civil             | la categoria femenina començà el 1969 | la categoria femenina començà el 1969 | la categoria femenina començà el 1969 |              |
| -        | 1938 | no es disputà per la Guerra Civil             | no es disputà per la Guerra Civil             | no es disputà per la Guerra Civil             | la categoria femenina començà el 1969 | la categoria femenina començà el 1969 | la categoria femenina començà el 1969 |              |
| -        | 1939 | no es disputà per la Guerra Civil             | no es disputà per la Guerra Civil             | no es disputà per la Guerra Civil             | la categoria femenina començà el 1969 | la categoria femenina començà el 1969 | la categoria femenina començà el 1969 |              |
| XX       | 1940 | Enric Piferrer                                | SEU                                           | 4:21.6                                        | la categoria femenina començà el 1969 | la categoria femenina començà el 1969 | la categoria femenina començà el 1969 | [ 2 ]        |
| XXI      | 1941 | Josep Fontserè Muñoz                          | RCD Espanyol                                  | 4:08.0                                        | la categoria femenina començà el 1969 | la categoria femenina començà el 1969 | la categoria femenina començà el 1969 | [ 2 ]        |
| XXII     | 1942 | Gregorio Rojo                                 | RCD Espanyol                                  | 4:10.6                                        | la categoria femenina començà el 1969 | la categoria femenina començà el 1969 | la categoria femenina començà el 1969 | [ 2 ]        |
| XXIII    | 1943 | Gregorio Rojo                                 | RCD Espanyol                                  | 4:11.4                                        | la categoria femenina començà el 1969 | la categoria femenina començà el 1969 | la categoria femenina començà el 1969 | [ 2 ]        |
| XXIV     | 1944 | Agustí Arxé Barber                            | FC Barcelona                                  | 4:12.0                                        | la categoria femenina començà el 1969 | la categoria femenina començà el 1969 | la categoria femenina començà el 1969 | [ 2 ]        |
| XXV      | 1945 | Gregorio Rojo                                 | RCD Espanyol                                  | 4:12.2                                        | la categoria femenina començà el 1969 | la categoria femenina començà el 1969 | la categoria femenina començà el 1969 | [ 2 ]        |
| XXVI     | 1946 | Gregorio Rojo                                 | FC Barcelona                                  | 4:08.2                                        | la categoria femenina començà el 1969 | la categoria femenina començà el 1969 | la categoria femenina començà el 1969 | [ 2 ]        |
| XXVII    | 1947 | Gregorio Rojo                                 | FC Barcelona                                  | 4:05.0                                        | la categoria femenina començà el 1969 | la categoria femenina començà el 1969 | la categoria femenina començà el 1969 | [ 2 ]        |
| XXVIII   | 1948 | Manuel Macías Nieves                          | RCD Espanyol                                  | 4:07.6                                        | la categoria femenina començà el 1969 | la categoria femenina començà el 1969 | la categoria femenina començà el 1969 | [ 2 ]        |
| XXIX     | 1949 | Manuel Macías Nieves                          | RCD Espanyol                                  | 4:03.8                                        | la categoria femenina començà el 1969 | la categoria femenina començà el 1969 | la categoria femenina començà el 1969 | [ 2 ]        |
| XXX      | 1950 | Manuel Macías Nieves                          | RCD Espanyol                                  | 4:04.0                                        | la categoria femenina començà el 1969 | la categoria femenina començà el 1969 | la categoria femenina començà el 1969 | [ 2 ]        |
| XXXI     | 1951 | Ricardo Yebra                                 | RCD Espanyol                                  | 4:05.0                                        | la categoria femenina començà el 1969 | la categoria femenina començà el 1969 | la categoria femenina començà el 1969 | [ 2 ]        |
| XXXII    | 1952 | Tomàs Barris                                  | RCD Espanyol                                  | 4:09.4                                        | la categoria femenina començà el 1969 | la categoria femenina començà el 1969 | la categoria femenina començà el 1969 | [ 2 ]        |
| XXXIII   | 1953 | José María Jiménez                            | CN Barcelona                                  | 4:08.2                                        | la categoria femenina començà el 1969 | la categoria femenina començà el 1969 | la categoria femenina començà el 1969 | [ 2 ]        |
| XXXIV    | 1954 | Tomàs Barris                                  | RCD Espanyol                                  | 4:03.2                                        | la categoria femenina començà el 1969 | la categoria femenina començà el 1969 | la categoria femenina començà el 1969 | [ 2 ]        |
| XXXV     | 1955 | Tomàs Barris                                  | RCD Espanyol                                  | 3:54.2                                        | la categoria femenina començà el 1969 | la categoria femenina començà el 1969 | la categoria femenina començà el 1969 | [ 2 ]        |
| XXXVI    | 1956 | Tomàs Barris                                  | RCD Espanyol                                  | 3:53.6                                        | la categoria femenina començà el 1969 | la categoria femenina començà el 1969 | la categoria femenina començà el 1969 | [ 2 ]        |
| XXXVII   | 1957 | Josep Molins                                  | FC Barcelona                                  | 3:55.4                                        | la categoria femenina començà el 1969 | la categoria femenina començà el 1969 | la categoria femenina començà el 1969 | [ 2 ]        |
| XXXVIII  | 1958 | Manuel Augusto Alonso                         | FC Barcelona                                  | 3:50.4                                        | la categoria femenina començà el 1969 | la categoria femenina començà el 1969 | la categoria femenina començà el 1969 | [ 2 ]        |
| XXXIX    | 1959 | Manuel Augusto Alonso                         | FC Barcelona                                  | 3:58.4                                        | la categoria femenina començà el 1969 | la categoria femenina començà el 1969 | la categoria femenina començà el 1969 | [ 2 ]        |
| XL       | 1960 | Josep Molins                                  | FC Barcelona                                  | 3:59.1                                        | la categoria femenina començà el 1969 | la categoria femenina començà el 1969 | la categoria femenina començà el 1969 | [ 2 ]        |
| XLI      | 1961 | Tomàs Barris                                  | FC Barcelona                                  | 3:56.4                                        | la categoria femenina començà el 1969 | la categoria femenina començà el 1969 | la categoria femenina començà el 1969 | [ 2 ]        |
| XLII     | 1962 | Tomàs Barris                                  | FC Barcelona                                  | 3:53.7                                        | la categoria femenina començà el 1969 | la categoria femenina començà el 1969 | la categoria femenina començà el 1969 | [ 2 ]        |
| XLIII    | 1963 | Domingo Mayoral                               | FC Barcelona                                  | 3:54.2                                        | la categoria femenina començà el 1969 | la categoria femenina començà el 1969 | la categoria femenina començà el 1969 | [ 2 ]        |
| XLIV     | 1964 | Tomàs Barris                                  | FC Barcelona                                  | 3:53.6                                        | la categoria femenina començà el 1969 | la categoria femenina començà el 1969 | la categoria femenina començà el 1969 | [ 2 ] [ 10 ] |
| XLV      | 1965 | Juan Ripoll                                   | CE Universitari                               | 3:50.3                                        | la categoria femenina començà el 1969 | la categoria femenina començà el 1969 | la categoria femenina començà el 1969 | [ 2 ]        |
| XLVI     | 1966 | Javier Carrera                                | CE Universitari                               | 3:56.9                                        | la categoria femenina començà el 1969 | la categoria femenina començà el 1969 | la categoria femenina començà el 1969 | [ 2 ]        |
| XLVII    | 1967 | Joan Carreras Codina                          | CA Manresa                                    | 3:58.5                                        | la categoria femenina començà el 1969 | la categoria femenina començà el 1969 | la categoria femenina començà el 1969 | [ 2 ]        |
| XLVIII   | 1968 | Juan Ángel                                    | CN Barcelona                                  | 4:00.1                                        | la categoria femenina començà el 1969 | la categoria femenina començà el 1969 | la categoria femenina començà el 1969 | [ 2 ]        |
| XLIX     | 1969 | Dionís Olalla                                 | FC Barcelona                                  | 4:00.2                                        | Carme Teresa Rogé                     | CA Manresa                            | 5:36.2                                | [ 2 ]        |
| L        | 1970 | José A. Martínez Bayo                         | RCD Espanyol                                  | 3:53.2                                        | Maria Victoria Martínez               | FC Barcelona                          | 4:56.8                                | [ 2 ]        |
| LI       | 1971 | Juan Gil Boluda                               | FC Barcelona                                  | 3:54.0                                        | Maria Victoria Martínez               | CG Barcelonès                         | 4:50.9                                | [ 2 ]        |
| LII      | 1972 | Vicente Egido                                 | FC Barcelona                                  | 3:52.8                                        | Carme Valero                          | JA Sabadell                           | 4:51.7                                | [ 2 ]        |
| LIII     | 1973 | José A. Martínez Bayo                         | CN Barcelona                                  | 3:49.8                                        | Maria Neus Recuero                    | CN Barcelona                          | 4:42.5                                | [ 2 ]        |
| LIV      | 1974 | José A. Martínez Bayo                         | CN Barcelona                                  | 3:48.3                                        | Carme Valero                          | JA Sabadell                           | 4:25.3                                | [ 2 ]        |
| LV       | 1975 | Martín Nuñez Fernández                        | Sícoris Club                                  | 3:57.8                                        | Carme Valero                          | JA Sabadell                           | 4:36.8                                | [ 2 ]        |
| LVI      | 1976 | José A. Martínez Bayo                         | CN Barcelona                                  | 3:45.9                                        | Encarna Escudero                      | At. Santa Coloma                      | 4:32.1                                | [ 2 ]        |
| LVII     | 1977 | Andreu Ballbé                                 | FC Barcelona                                  | 3:49.5                                        | Carme Valero                          | JA Sabadell                           | 4:29.4                                | [ 2 ]        |
| LVIII    | 1978 | José A. Martínez Bayo                         | CN Barcelona                                  | 3:54.0                                        | Montserrat Alcoberro                  | CN Barcelona                          | 4:50.2                                | [ 2 ]        |
| LIX      | 1979 | Francisco Javier Gordillo                     | CN Barcelona                                  | 3:49.9                                        | Rosa Pérez                            | PPCD Vilanova                         | 4:42.1                                | [ 2 ]        |
| LX       | 1980 | Joan Fontcuberta                              | CN Barcelona                                  | 3:59.6                                        | Àngels Guitart Martínez               | CN Barcelona                          | 4:47.1                                | [ 2 ]        |
| LXI      | 1981 | Joan Fontcuberta                              | CN Barcelona                                  | 3:54.96                                       | Glòria Pallé                          | AD Antorcha                           | 4:27.29                               | [ 2 ]        |
| LXII     | 1982 | Magí Brufau                                   | CN Reus Ploms                                 | 3:54.45                                       | Cristina Agustí Crous                 | GEiEG                                 | 4:34.36                               | [ 2 ]        |
| LXIII    | 1983 | Andreu Ballbé                                 | FC Barcelona                                  | 3:55.56                                       | Cristina Agustí Crous                 | GEiEG                                 | 4:32.06                               | [ 2 ]        |
| LXIV     | 1984 | Teófilo Benito                                | CN Reus Ploms                                 | 3:41.49                                       | Cristina Agustí Crous                 | CO Farners                            | 4:23.69                               | [ 2 ]        |
| LXV      | 1985 | Ricard Pintado                                | CN Barcelona                                  | 3:49.35                                       | Carme Valero                          | JA Sabadell                           | 4:30.30                               | [ 2 ]        |
| LXVI     | 1986 | Joan Ramon Moya                               | CN Montjuïc                                   | 3:57.59                                       | Lurdes Miquel                         | CA Vic                                | 4:35.19                               | [ 2 ]        |
| LXVII    | 1987 | Joan Ramon Moya                               | CN Montjuïc                                   | 3:47.94                                       | Maria Betriu                          | CG Barcelonès                         | 4:41.76                               | [ 2 ]        |
| LXVIII   | 1988 | Joan Ramon Moya                               | AE L'Hospitalet                               | 3:50.57                                       | Lurdes Miquel                         | CA Vic                                | 4:25.77                               | [ 2 ]        |
| LXIX     | 1989 | David Pujolar                                 | Nike AC                                       | 4:02.84                                       | Lurdes Miquel                         | CA Vic                                | 4:27.82                               | [ 2 ]        |
| LXX      | 1990 | Benito Nogales                                | Nike AC                                       | 3:54.36                                       | Cristina Agustí Crous                 | GEiEG                                 | 4:29.55                               | [ 2 ]        |
| LXXI     | 1991 | Joan Viudes                                   | Diadora RT                                    | 3:50.27                                       | Maite Montaña                         | CG Tarragona                          | 4:22.07                               | [ 2 ]        |
| LXXII    | 1992 | Juan José Verdugo                             | CN Poble Nou                                  | 3:57.11                                       | Maite Montaña                         | FC Barcelona                          | 4:24.37                               | [ 2 ]        |
| LXXIII   | 1993 | Ángel Fariña Carrión                          | CCF Sta. Coloma                               | 3:44.10                                       | Maria Betriu                          | València CA                           | 4:30.88                               | [ 2 ]        |
| LXXIV    | 1994 | Ricard Pintado                                | CN Montjuïc                                   | 3:45.77                                       | Maria Betriu                          | València CA                           | 4:33.01                               | [ 2 ]        |
| LXXV     | 1995 | Ignasi Taló Valls                             | FC Barcelona                                  | 3:51.08                                       | Maite Montaña                         | FC Barcelona                          | 4:30.72                               | [ 2 ]        |
| LXXVI    | 1996 | José Ant. Prieto Gasques                      | FC Barcelona                                  | 3:56.58                                       | Raquel Pérez                          | FC Barcelona                          | 4:32.86                               | [ 2 ]        |
| LXXVII   | 1997 | Víctor Morente                                | Diadora SS                                    | 3:57.51                                       | Montse Fontarnau                      | CA Vic                                | 4:41.20                               | [ 2 ]        |
| LXXVIII  | 1998 | Raül Aldehuela                                | Mizuno AD                                     | 3:52.23                                       | Ester Solera                          | JA Sabadell                           | 4:28.83                               | [ 2 ]        |
| LXXIX    | 1999 | Pol Guillén                                   | UGE Badalona                                  | 3:56.11                                       | Rosa Maria Morató                     | JA Sabadell                           | 4:25.49                               | [ 2 ]        |
| LXXX     | 2000 | Raül Aldehuela                                | FC Barcelona                                  | 3:52.47                                       | Rosa Maria Morató                     | JA Sabadell                           | 4:26.78                               | [ 2 ]        |
| LXXXI    | 2001 | Pol Guillén                                   | FC Barcelona                                  | 4:01.23                                       | Rosa Maria Morató                     | JA Sabadell                           | 4:23.09                               | [ 2 ]        |
| LXXXII   | 2002 | Pol Guillén                                   | FC Barcelona                                  | 3:52.58                                       | Rosa Maria Morató                     | FC Barcelona                          | 4:30.29                               | [ 2 ]        |
| LXXXIII  | 2003 | Pol Guillén                                   | FC Barcelona                                  | 4:12.70                                       | Júlia Estévez                         | AAC-UBAE                              | 4:34.49                               | [ 2 ]        |
| LXXXIV   | 2004 | Sergi Silvero                                 | CN Sabadell                                   | 3:49.93                                       | Maria Carbó                           | Integra 2                             | 4:30.76                               | [ 2 ]        |
| LXXXV    | 2005 | Abdeslam Louah                                | CA Sant Boi                                   | 4:03.46                                       | Núria Puig Comas                      | Ripollet UA                           | 4:42.50                               | [ 2 ]        |
| LXXXVI   | 2006 | Sergi Silvero                                 | CN Sabadell                                   | 3:42.00                                       | Rosa Maria Morató                     | FC Barcelona                          | 4:20.10                               | [ 2 ]        |
| LXXXVII  | 2007 | Sergi Silvero                                 | JA Sabadell                                   | 3:47.20                                       | Rosa Maria Morató                     | València TiM                          | 4:17.63                               | [ 2 ]        |
| LXXXVIII | 2008 | Carles Castillejo                             | CA Adidas                                     | 3:39.95                                       | Rosa Maria Morató                     | València TiM                          | 4:21.75                               | [ 2 ]        |
| LXXXIX   | 2009 | Víctor Montaner                               | FC Barcelona                                  | 3:42.31                                       | Judit Pla                             | FC Barcelona                          | 4:21.50                               | [ 2 ]        |
| XC       | 2010 | Carles Castillejo                             | Strands.com                                   | 3:42.24                                       | Rosa Maria Morató                     | València TiM                          | 4:28.58                               | [ 2 ]        |
| XCI      | 2011 | Abdelaziz Merzougui                           | Camargo SJH                                   | 3:41.52                                       | Emma Almagro                          | AA Catalunya                          | 4:29.81                               | [ 2 ]        |
| XCII     | 2012 | Miquel Quesada                                | JA Sabadell                                   | 3:46.87                                       | Miriam Ortiz Rivas                    | AA Catalunya                          | 4:32.05                               | [ 2 ]        |
| XCIII    | 2013 | Abdelaziz Merzougui                           | FC Barcelona                                  | 3:44.84                                       | Lídia Rodríguez Sierra                | Atletismo Santutxu                    | 4:23.13                               | [ 2 ]        |
| XCIV     | 2014 | Marc Alcalà                                   | FC Barcelona                                  | 3:41.72                                       | Montse Mas                            | CA Montornès                          | 4:23.75                               | [ 2 ]        |
| XCV      | 2015 | Adel Mechaal                                  | AA Palamós                                    | 3:36.55                                       | Lídia Rodríguez Sierra                | Bilbao Atletismo                      | 4:22.91                               | [ 2 ]        |
| XCVI     | 2016 | Adel Mechaal                                  | New Balance                                   | 3:35.24                                       | Montse Mas                            | FC Barcelona                          | 4:16.89                               | [ 2 ]        |
| XCVII    | 2017 | Adel Mechaal                                  | New Balance                                   | 3:37.32                                       | Íngrid Pino                           | FC Barcelona                          | 4:26.86                               | [ 2 ]        |
| XCVIII   | 2018 | Llorenç Sales                                 | FC Barcelona                                  | 3:38.18                                       | Irene Bonilla                         | FC Barcelona                          | 4:25.22                               | [ 2 ]        |
| XCIX     | 2019 | Santiago Catrofe                              | CA Sta. Cristina d'Aro                        | 3:52.31                                       | Zoya Naumov                           | AA Catalunya                          | 4:36.92                               | [ 2 ]        |
| C        | 2020 | Abdessamad Oukhelfen                          | CA Platges de Castelló                        | 3:57.90                                       | Esther Guerrero                       | New Balance                           | 4:27.06                               | [ 2 ]        |
| CI       | 2021 | Carlos Sáez                                   | CA Albacete                                   | 3:55.63                                       | Èlia Saura                            | València CA                           | 4:26.11                               | [ 2 ]        |
| CII      | 2022 | Abdessamad Oukhelfen                          | CD Nike Running                               | 3:44.22                                       | Anna Torras                           | CA Igualada                           | 4:32.78                               | [ 2 ]        |
| CIII     | 2023 | Àlex Salas Molina                             | Cornellà At.                                  | 4:01.98                                       | Esther Guerrero                       | New Balance                           | 4:21.33                               | [ 2 ]        |
| CIV      | 2024 | Àlex Salas Molina                             | Cornellà At.                                  | 3:45.75                                       | Esther Guerrero                       | New Balance                           | 4:21.38                               | [ 2 ]        |

1. ↑  Club Corredors de Fons de Santa Coloma.